# Hyalurga orthotaenia
Hyalurga orthotaenia là một loài bướm đêm thuộc phân họ Arctiinae, họ Erebidae.